# Maithuna
 (mars 2017).
Si vous disposez d'ouvrages ou d'articles de référence ou si vous connaissez des sites web de qualité traitant du thème abordé ici, merci de compléter l'article en donnant les références utiles à sa vérifiabilité et en les liant à la section « Notes et références ».

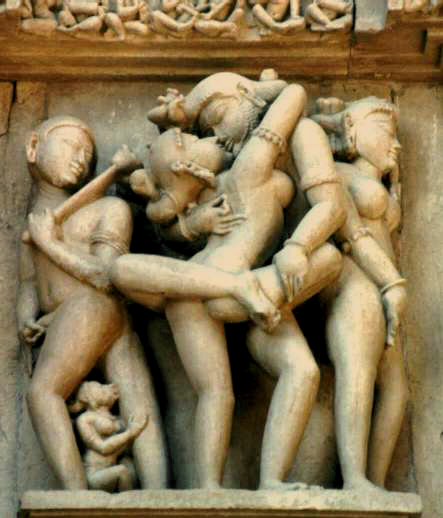
Un maithuna de Khajurâho

Le terme sanskrit maithuna désigne les représentations de couples d'amoureux figurées sur les temples indiens. Ce terme dérive du mot mithuna qui signifie : couple, paire, union, accouplement. Par nature érotiques, elles présentent souvent un caractère explicitement sexuel.

## Description
La signification de ces sculptures n'est pas clairement élucidée et peut varier selon le contexte : célébration de l'éros (kâma) comme forme de la beauté de l'univers que représente le temple hindou (l'éros étant un des quatre buts de la vie de toute créature, dans l'hindouisme et même dans le jaïnisme), motif propice lié à la fécondité, représentation de rituels tantriques, évocation de l'union entre l'âme individuelle et le divin…
Selon certains textes, ils auraient même pour vocation d'éloigner la foudre du temple, la foudre étant considérée comme une entité féminine particulièrement pudique. 
Maithuna désigne aussi la pratique tantrique de l'étreinte sexuelle à des fins spirituelles, appelée Karmamudra. Cette pratique peut se réaliser en couple au foyer, ou typiquement en groupe, avec d'autres partenaires, l'épouse offrant une femme à son époux après l'accouplement, et vice versa. 
Le bouddhisme tibétain présente un analogue appelé Yab-Yum qui peut avoir d'une part une connotation sexuelle, et d'autre part l'union de la sagesse de la vacuité et des moyens habiles de la compassion, féminin et masculin respectivement.

## Étymologie
D'après le Dictionnaire Héritage du Sanscrit de Gérard Huet, le mot signifie :
- मैथुन maithuna [vr. mithuna] : n. union, association; mariage | accouplement, copulation, coït.
- de mithuna [mith] : a. m. n. formant couple — n. couple, paire; arch. thème iconographique du couple amoureux | union, accouplement | astr. signe zodiacal [rāśi] des Gémeaux.
- racine : mith v. [1] pr. (methati) abs. (mithitvā) s'accoupler.